# Стено, Микеле
Микеле Стено (итал. Michele Steno), на венецианском диалекте Микель Стен (Michiel Sten), 1331, Венеция — 26 декабря 1413, Венеция) — 63-й дож Венеции (с 1 декабря 1400 года).

## Молодость и начало карьеры
Согласно не вполне достоверной традиции, именно наглая выходка молодого Микеле Стено побудила дожа Марино Фальеро устроить заговор против республики. Марино Сануто в книге «Жизнь дожей» сообщает, что он оставил на троне дожа надпись:

Марин Фальеро жену-красавицу 
Содержит, а другие тешатся.
Попытки дожа добиться наказания наглеца были безуспешными, и, разозленный тем, что высшая должность не дает ему реальной власти, Фальеро начал готовить переворот.
Историки обоснованно сомневаются, что обидчиком дожа был именно Стено, так как Сануто писал через сто с лишним лет, и откуда он взял эти сведения — неизвестно.
В дальнейшем отличился во время Кьоджанской войны: в 1379 сражался с генуэзцами в Истрии, в 1381 отличился при обороне Кьоджи, где позднее стал подеста. Затем был прокуратором Сан-Марко.

## Догат Микеле Стено
1 декабря 1400 «надменный и властный, но опытный» Микеле Стено был избран дожем Венеции.

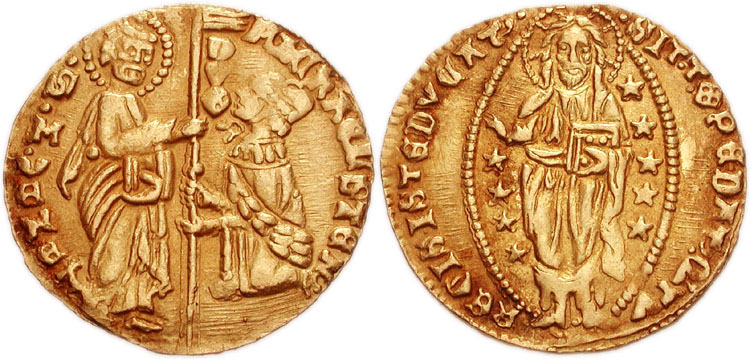
Дукат Микеле Стено. 1400 год.

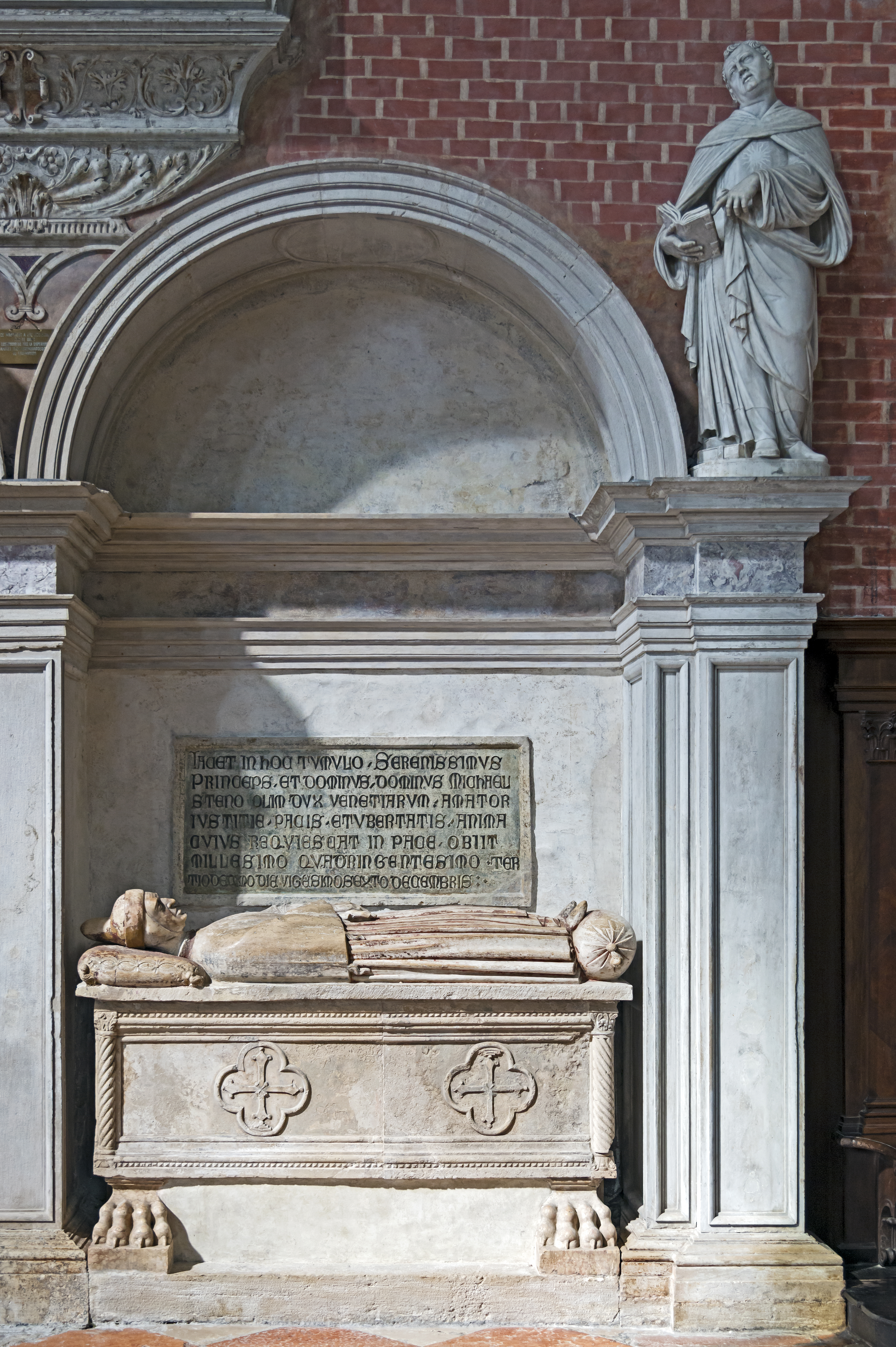
Его могила в Венеции.

 С его правлением для Венеции начался блестящий XV век.

### Конфликт с Генуей
В начале его догата произошли новые столкновения с генуэзцами, перешедшими под власть Франции. Весной 1403 правитель Генуи маршал Бусико с 11 галерами отправился из Генуи на восток и опустошил сирийское побережье. При взятии Бейрута было разграблено имущество венецианских торговцев, а на жалобу представителя республики Бусико ответил, что «все, захваченное во вражеской стране, является честной добычей».
Венецианцев такой ответ не удовлетворил, и 6 октября 1403 их эскадра подкараулила возвращавшиеся корабли Бусико на рейде Сапиенцы у берегов Мореи, и сильно их потрепала. Три галеры были захвачены, а три потоплены.
Разгневанный маршал объявил Венеции войну, но, понимая, что силы не равны, попытался решить конфликт по феодальным понятиям и послал дожу вызов на поединок. Для Италии рыцарские обычаи стали к тому времени нелепым пережитком, и Микеле Стено даже не ответил на вызов. Тогда Бусико арестовал в Генуе венецианских купцов и конфисковал их товары, а республика принесла жалобу королю Франции. Французский король также не одобрил действия своего подчиненного, считая повод к войне недостаточным. В результате между Генуей и Венецией был заключен мир, причем генуэзцы должны были выплатить 80 тыс. дукатов компенсации за разграбленные склады в Бейруте.

### Присоединение Вероны и Падуи
3 сентября 1403 года умер от чумы герцог Миланский Джан Галеаццо Висконти, страшный для всех соседних государств. Он оставил двух несовершеннолетних сыновей. В Милане началась анархия, которой воспользовались венецианцы для расширения своих материковых владений. Сеньоры Северной Италии также решили не упускать случай. Никколо III д'Эсте попытался захватить Полезине. Франческо Новелло, сеньор Падуи из рода Каррара, вышел из повиновения республике, атаковал Виченцу, а его сын Якопо захватил Верону. Венеция потребовала у него прекратить военные действия, но Франческо отказался, и вдобавок изуродовал лицо венецианскому герольду. Венецианцы заключили союз с вдовой Джан Галеаццо и осадили Падую, а миланский кондотьер Якопо даль Верме обложил Верону.
Венецианские войска заняли Фельтре и Беллуно, Якопо даль Верме взял Верону. Падуя мужественно оборонялась, но венецианцы устроили жесткую блокаду, отвели от города течение Бренты, а голод и чума довершили дело. Надежды на помощь Никколо д’Эсте не оправдались, и 18 ноября 1404 года падуанцы открыли ворота. Франческо Новелло и его первенец Франческо III ещё два дня оборонялись в цитадели, но затем были вынуждены сдаться.
4 января 1406 года представители Падуи на торжественной церемонии передали дожу знамя, ключи от города и печати, как до этого Верона и Виченца. Микеле Стено поздравил веронцев словами пророка Исайи: «Народ, ходивший во тьме, увидел свет великий».
Сеньора Падуи с сыновьями доставили в Венецию, где Микеле Стено упрекнул их в неблагодарности. Совет десяти, дополненный комиссией из шести граждан, для суда над Каррара, разделился во мнениях: одни считали, что их надо отправить в ссылку на Кандию, другие предлагали пожизненное заключение, третьи — смерть. В конечном счете, сочли опасным оставлять этих людей в живых. 16 января 1406 года в присутствии двух членов Совета десяти Франческо Каррара был задушен тетивой арбалета. Он пытался оказать сопротивление палачам, но безуспешно. Двое его сыновей были казнены через два дня.
Действия венецианской сеньории произвели сильное впечатление в Италии и внушили к республике уважение, однако, во Флоренции жили ещё два сына Франческо. Венеция назначила за них цену: 4 тысячи флоринов за живого принца и 3 тысячи за мертвого. Охотников получить эти грязные деньги, впрочем, не нашлось. Старший, Уберто, умер в 18 лет в 1407 года, младший, Марсилио, долгое время жил на содержании Филиппо Мария Висконти, герцога Миланского, пытался вернуть земли своей семьи, был схвачен и в 1435 года обезглавлен в Венеции.
Все прежние владения домов делла Скала и Каррара (Тревизо, Беллуно, Виченца, Падуя и Ровиго), то есть вся Тревизская марка, вошли в состав республики.